# Teatro de Ópera y Ballet de Buriatia
El Teatro Académico Estatal de Ópera y Ballet de Buriatia G. Ts. Tsydynzhapov (en ruso: Буря́тский госуда́рственный академи́ческий теа́тр о́перы и бале́та имени Г. Ц. Цыдынжа́пова; en buriato: Г. Цыдынжаповай нэрэмжэтэ Буряадай гγрэнэй дуури бγжэгэй эрдэмэй театр) es el teatro de la ópera de la ciudad rusa de Ulán-Udé. Fue inaugurado en 1938 y debe su nombre a Gombozhap Tsydynzhapov, director del teatro en el momento de su apertura.

## Referencias

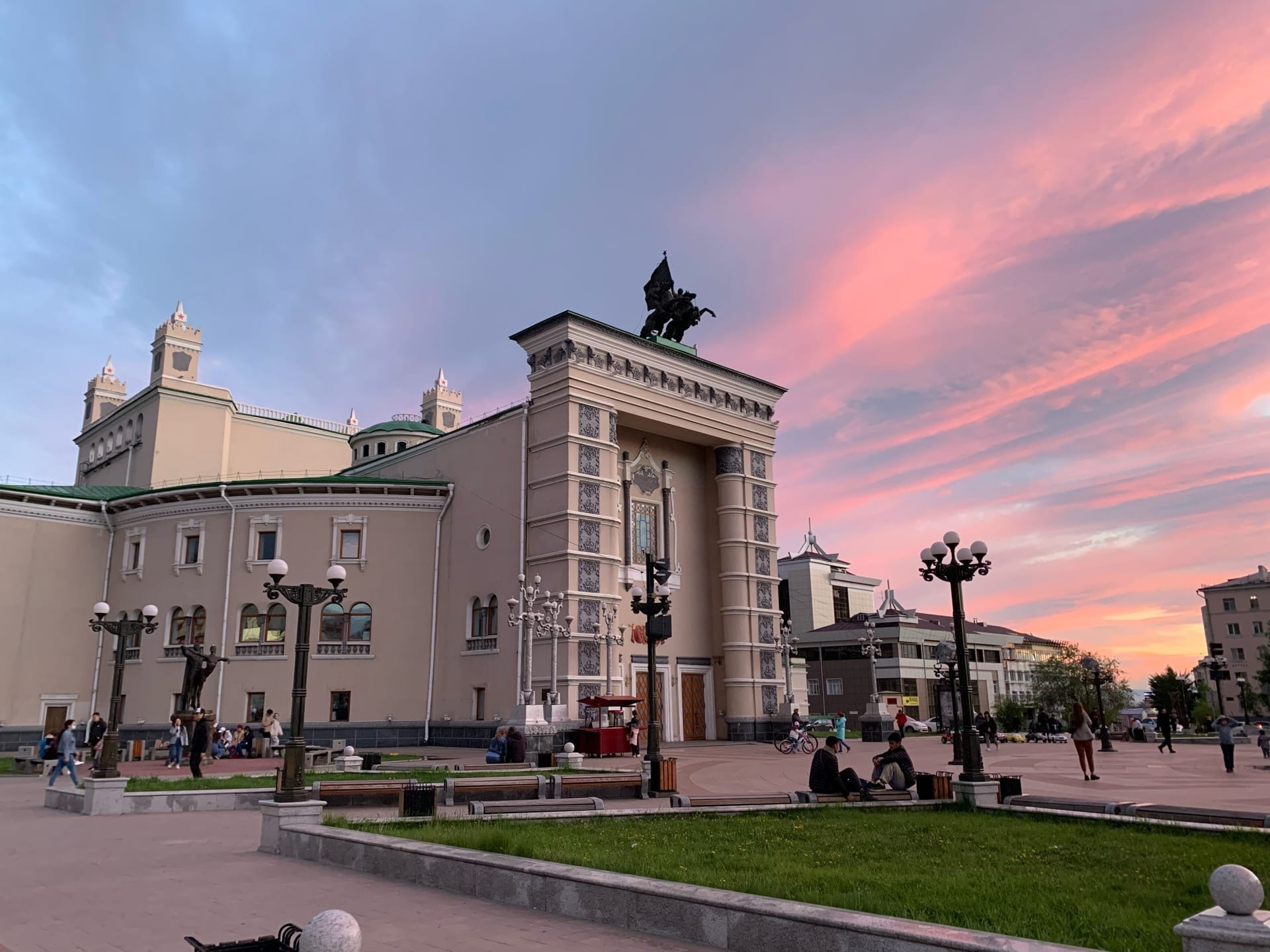
Edificio del teatro por la noche. 8 de junio de 2021